# Saxifraga auriculata
Saxifraga auriculata är en stenbräckeväxtart som beskrevs av Adolf Engler och Irmsch.. Saxifraga auriculata ingår i Bräckesläktet som ingår i familjen stenbräckeväxter. Utöver nominatformen finns också underarten S. a. conaensis.